# Пісенний конкурс Євробачення 2013
Пісе́нний ко́нкурс Євроба́чення 2013 — 58-й щорічний Пісенний конкурс Євробачення, що пройшов у Швеції, Мальме після того як Loreen з піснею Euphoria здобула перемогу в Баку.
Півфінали пройшли 14 і 16 травня 2013, фінал — 18 травня 2013. У конкурсі перемогла Данія (Еммелі де Форест з піснею «Only Teardrops»), що набрала 281 бал у фіналі.

## Півфінали

### Перший півфінал
У першому півфіналі також голосують три фіналісти:  Велика Британія,  Італія,  Швеція.
| №  | Країна     | Мова         | Артист                | Пісня                 | Переклад                    |
| -- | ---------- | ------------ | --------------------- | --------------------- | --------------------------- |
| 1  | Австрія    | англійська   | Наталія Келлі         | «Shine»               | Сяй                         |
| 2  | Естонія    | естонська    | Біргіт Ийгемеель      | «Et uus saaks alguse» | Це може бути новим початком |
| 3  | Словенія   | англійська   | Ганна Манчіні         | «Straight Into Love»  | Прямо до кохання            |
| 4  | Хорватія   | хорватська   | Klapa s Mora          | «Mižerja»             | Важкі часи                  |
| 5  | Данія      | англійська   | Еммелі де Форест      | «Only Teardrops»      | Тільки сльози               |
| 6  | Росія      | англійська   | Діна Гаріпова         | «What If»             | Що, якщо…?                  |
| 7  | Україна    | англійська   | Злата Огневич         | «Gravity»             | Тяжіння                     |
| 8  | Нідерланди | англійська   | Анук                  | «Birds»               | Птахи                       |
| 9  | Чорногорія | чорногорська | Who See та Ніна Жижич | «Igranka»             | Танець                      |
| 10 | Литва      | англійська   | Андрюс Появіс         | «Something»           | Щось                        |
| 11 | Білорусь   | англійська   | Альона Ланська        | «Solayoh»             | Солео                       |
| 12 | Молдова    | молдовська   | Альона Мун            | «O mie»               | Тисяча                      |
| 13 | Ірландія   | англійська   | Раян Долан            | «Only Love Survives»  | Виживає лише кохання        |
| 14 | Кіпр       | грецька      | Деспіна Олімпіу       | «An Me Thimase»       | Якщо ти мене пам'ятаєш      |
| 15 | Бельгія    | англійська   | Роберто Беллароса     | «Love Kills»          | Кохання вбиває              |
| 16 | Сербія     | сербська     | Moje 3                | «Ljubav je svuda»     | Кохання скрізь              |

#### Окреме голосування журі та телеглядачів
| Місце | Телеглядачі | Середній результат | Журі       | Середній результат |
| ----- | ----------- | ------------------ | ---------- | ------------------ |
| 1     | Данія       | 3.53               | Данія      | 3.58               |
| 2     | Росія       | 3.89               | Росія      | 3.74               |
| 3     | Україна     | 3.94               | Молдова    | 4.32               |
| 4     | Чорногорія  | 7.33               | Україна    | 5.16               |
| 5     | Литва       | 7.44               | Австрія    | 6.32               |
| 6     | Ірландія    | 7.61               | Нідерланди | 6.42               |
| 7     | Бельгія     | 7.72               | Бельгія    | 6.63               |
| 8     | Білорусь    | 7.83               | Естонія    | 7.47               |
| 9     | Нідерланди  | 7.94               | Білорусь   | 8.26               |
| 10    | Хорватія    | 8.00               | Ірландія   | 9.26               |
| 11    | Молдова     | 8.28               | Литва      | 9.37               |
| 12    | Сербія      | 8.39               | Кіпр       | 9.48               |
| 13    | Естонія     | 10.06              | Хорватія   | 9.95               |
| 14    | Кіпр        | 12.00              | Чорногорія | 10.16              |
| 15    | Австрія     | 12.33              | Сербія     | 10.95              |
| 16    | Словенія    | 13.27              | Словенія   | 11.47              |

### Другий півфінал
У другому півфіналі також голосують три фіналісти:  Іспанія,  Німеччина,  Франція.
| №  | Країна      | Мова                     | Артист                            | Пісня                | Переклад                  |
| -- | ----------- | ------------------------ | --------------------------------- | -------------------- | ------------------------- |
| 1  | Латвія      | англійська               | PeR                               | «Here We Go»         | Ось і ми                  |
| 2  | Сан Марино  | італійська               | Валентина Монетта                 | «Crisalide (Vola)»   | Лялечка (Лети)            |
| 3  | Македонія   | македонська та циганська | Влатко Лозаноскі і Есма Реджепова | «Пред да се раздени» | Перед світанком           |
| 4  | Азербайджан | англійська               | Фарид Мамадов                     | «Hold Me»            | Тримай мене               |
| 5  | Фінляндія   | англійська               | Кріста Сігфрідс                   | «Marry Me»           | Одружись зі мною          |
| 6  | Мальта      | англійська               | Джанлука Беззіна                  | «Tomorrow»           | Завтра                    |
| 7  | Болгарія    | болгарська               | Еліца Тодорова і Стоян Янкулов    | «Само шампиони»      | Тільки чемпіони           |
| 8  | Ісландія    | ісландська               | Ейтор                             | «Ég á líf»           | У мене є життя            |
| 9  | Греція      | грецька та англійська    | Koza Mostra і Агафонас Іаковідіс  | «Alcohol Is Free»    | Алкоголь безкоштовний     |
| 10 | Ізраїль     | іврит                    | Моран Мазор                       | «Rak bishvilo»       | Тільки для нього          |
| 11 | Вірменія    | англійська               | Dorians                           | «Lonely Planet»      | Самотня планета           |
| 12 | Угорщина    | угорська                 | ByeAlex                           | «Kedvesem»           | Моя люба                  |
| 13 | Норвегія    | англійська               | Маргарет Бергер                   | «I Feed You My Love» | Я годую тебе, моє кохання |
| 14 | Албанія     | албанська                | Адріан Лулджурай і Бледарь Сейко  | «Identitet»          | Особистість               |
| 15 | Грузія      | англійська               | Софо Геловані і Нодіко Татішвілі  | «Waterfall»          | Водоспад                  |
| 16 | Швейцарія   | англійська               | Takasa                            | «You and Me»         | Ти і я                    |
| 17 | Румунія     | англійська               | Чезар                             | «It's My Life»       | Це моє життя              |

#### Окреме голосування журі та телеглядачів
| Місце | Телеглядачі        | Середній результат | Журі               | Середній результат |
| ----- | ------------------ | ------------------ | ------------------ | ------------------ |
| 1     | Румунія            | 4.78               | Мальта             | 3.40               |
| 2     | Греція             | 5.00               | Азербайджан        | 4.60               |
| 3     | Азербайджан        | 5.28               | Греція             | 5.55               |
| 4     | Норвегія           | 5.50               | Норвегія           | 5.80               |
| 5     | Швейцарія          | 7.00               | Грузія             | 6.05               |
| 6     | Болгарія           | 7.44               | Фінляндія          | 7.05               |
| 7     | Мальта             | 7.78               | Вірменія           | 7.15               |
| 8     | Угорщина           | 8.39               | Ісландія           | 7.40               |
| 9     | Ісландія           | 8.61               | Ізраїль            | 7.95               |
| 10    | Фінляндія          | 8.89               | Сан-Марино         | 8.40               |
| 11    | Вірменія           | 9.44               | Угорщина           | 8.55               |
| 12    | Сан-Марино         | 9.47               | Албанія            | 9.10               |
| 13    | Грузія             | 9.89               | Румунія            | 9.70               |
| 14    | Ізраїль            | 10.67              | Північна Македонія | 9.75               |
| 15    | Албанія            | 11.78              | Латвія             | 9.90               |
| 16    | Північна Македонія | 12.22              | Швейцарія          | 10.65              |
| 17    | Латвія             | 13.28              | Болгарія           | 10.75              |

## Фінал
| №  | Країна                       | Мова                  | Артист                           | Пісня                    | Переклад                    | Бали | Місце |
| -- | ---------------------------- | --------------------- | -------------------------------- | ------------------------ | --------------------------- | ---- | ----- |
| 1  | Франція                      | французька            | Амандін Буржуа                   | «L'enfer et moi»         | Пекло і я                   | 14   | 23    |
| 2  | Литва                        | англійська            | Андрюс Появіс                    | «Something»              | Щось                        | 17   | 22    |
| 3  | Молдова                      | молдовська            | Альона Мун                       | «O mie»                  | Тисяча                      | 71   | 11    |
| 4  | Фінляндія                    | англійська            | Кріста Сігфрідс                  | «Marry Me»               | Одружись зі мною            | 13   | 24    |
| 5  | Іспанія                      | іспанська             | El Sueño de Morfeo               | «Contigo hasta el final» | З тобою до самого кінця     | 8    | 25    |
| 6  | Бельгія                      | англійська            | Роберто Беллароса                | «Love Kills»             | Кохання вбиває              | 71   | 12    |
| 7  | Естонія                      | естонська             | Біргіт Ийгемеель                 | «Et uus saaks alguse»    | Це може бути новим початком | 19   | 20    |
| 8  | Білорусь                     | англійська            | Альона Ланська                   | «Solayoh»                | Солео                       | 48   | 16    |
| 9  | Мальта                       | англійська            | Джанлука Беззіна                 | «Tomorrow»               | Завтра                      | 120  | 8     |
| 10 | Росія                        | англійська            | Діна Гаріпова                    | «What If»                | Що, якщо…?                  | 174  | 5     |
| 11 | Німеччина                    | англійська            | Cascada                          | «Glorious»               | Славетний                   | 18   | 21    |
| 12 | Вірменія                     | англійська            | Dorians                          | «Lonely Planet»          | Самотня планета             | 41   | 18    |
| 13 | Нідерланди                   | англійська            | Анук                             | «Birds»                  | Птахи                       | 114  | 9     |
| 14 | Румунія                      | англійська            | Чезар                            | «It's My Life»           | Це моє життя                | 65   | 13    |
| 15 | Велика Британія              | англійська            | Бонні Тайлер                     | «Believe In Me»          | Вір у мене                  | 23   | 19    |
| 16 | Швеція (країна — господарка) | англійська            | Робін Шернберг                   | «You»                    | Ти                          | 62   | 14    |
| 17 | Угорщина                     | угорська              | ByeAlex                          | «Kedvesem»               | Моя люба                    | 84   | 10    |
| 18 | Данія                        | англійська            | Еммелі де Форест                 | «Only Teardrops»         | Тільки сльози               | 281  | 1     |
| 19 | Ісландія                     | ісландська            | Ейтор                            | «Ég á líf»               | У мене є життя              | 47   | 17    |
| 20 | Азербайджан                  | англійська            | Фарид Мамадов                    | «Hold Me»                | Тримай мене                 | 234  | 2     |
| 21 | Греція                       | грецька та англійська | Koza Mostra і Агафонас Іаковідіс | «Alcohol Is Free»        | Алкоголь безкоштовний       | 152  | 6     |
| 22 | Україна                      | англійська            | Злата Огневич                    | «Gravity»                | Тяжіння                     | 214  | 3     |
| 23 | Італія                       | італійська            | Марко Менгоні                    | «L'essenziale»           | Невід'ємна                  | 126  | 7     |
| 24 | Норвегія                     | англійська            | Маргарет Бергер                  | «I Feed You My Love»     | Я годую тебе, моє кохання   | 191  | 4     |
| 25 | Грузія                       | англійська            | Софо Геловані і Нодіко Татішвілі | «Waterfall»              | Водоспад                    | 50   | 15    |
| 26 | Ірландія                     | англійська            | Раян Долан                       | «Only Love Survives»     | Виживає лише кохання        | 5    | 26    |

| Місце | Телеглядачі     | Середній результат | Журі            | Середній результат |
| ----- | --------------- | ------------------ | --------------- | ------------------ |
| 1     | Данія           | 4.97               | Данія           | 6.27               |
| 2     | Україна         | 5.66               | Азербайджан     | 7.77               |
| 3     | Азербайджан     | 5.86               | Швеція          | 8.05               |
| 4     | Греція          | 6.00               | Норвегія        | 8.23               |
| 5     | Росія           | 6.84               | Молдова         | 8.69               |
| 6     | Норвегія        | 7.14               | Україна         | 8.74               |
| 7     | Румунія         | 7.49               | Нідерланди      | 9.05               |
| 8     | Угорщина        | 8.19               | Італія          | 9.46               |
| 9     | Мальта          | 10.97              | Мальта          | 9.54               |
| 10    | Нідерланди      | 11.70              | Росія           | 9.67               |
| 11    | Італія          | 11.70              | Бельгія         | 9.92               |
| 12    | Ісландія        | 13.05              | Франція         | 10.95              |
| 13    | Білорусь        | 14.11              | Грузія          | 12.10              |
| 14    | Ірландія        | 14.62              | Греція          | 12.28              |
| 15    | Вірменія        | 15.11              | Велика Британія | 12.46              |
| 16    | Німеччина       | 15.81              | Естонія         | 13.41              |
| 17    | Бельгія         | 16.03              | Ісландія        | 13.44              |
| 18    | Швеція          | 16.19              | Фінляндія       | 13.77              |
| 19    | Молдова         | 16.57              | Вірменія        | 14.44              |
| 20    | Фінляндія       | 16.68              | Німеччина       | 15.44              |
| 21    | Литва           | 16.73              | Угорщина        | 15.59              |
| 22    | Велика Британія | 17.03              | Білорусь        | 16.15              |
| 23    | Грузія          | 17.08              | Ірландія        | 16.21              |
| 24    | Естонія         | 19.59              | Румунія         | 17.82              |
| 25    | Франція         | 21.68              | Литва           | 17.95              |
| 26    | Іспанія         | 22.92              | Іспанія         | 19.64              |

## Результати
| Країни-фіналісти | Результати | Результати | Результати | Результати | Результати | Результати | Результати | Результати | Результати | Результати | Результати | Результати | Результати | Результати | Результати | Результати      | Результати | Результати | Результати | Результати | Результати  | Результати | Результати | Результати | Результати | Результати | Результати | Результати | Результати | Результати | Результати | Результати | Результати | Результати | Результати | Результати         | Результати | Результати | Результати | Результати |
| Країни-фіналісти | Бали       | Франція    | Литва      | Молдова    | Фінляндія  | Іспанія    | Бельгія    | Естонія    | Білорусь   | Мальта     | Росія      | Німеччина  | Вірменія   | Нідерланди | Румунія    | Велика Британія | Швеція     | Угорщина   | Данія      | Ісландія   | Азербайджан | Греція     | Україна    | Італія     | Норвегія   | Грузія     | Ірландія   | Австрія    | Словенія   | Хорватія   | Чорногорія | Кіпр       | Сербія     | Латвія     | Сан-Марино | Північна Македонія | Болгарія   | Ізраїль    | Албанія    | Швейцарія  |
| ---------------- | ---------- | ---------- | ---------- | ---------- | ---------- | ---------- | ---------- | ---------- | ---------- | ---------- | ---------- | ---------- | ---------- | ---------- | ---------- | --------------- | ---------- | ---------- | ---------- | ---------- | ----------- | ---------- | ---------- | ---------- | ---------- | ---------- | ---------- | ---------- | ---------- | ---------- | ---------- | ---------- | ---------- | ---------- | ---------- | ------------------ | ---------- | ---------- | ---------- | ---------- |
| Франція          | 14         |            |            |            |            |            |            |            |            |            |            |            | 2          |            |            |                 |            |            |            | 2          |             |            |            |            |            |            |            |            |            |            |            | 1          |            |            | 8          | 1                  |            |            |            |            |
| Литва            | 17         |            |            |            |            |            |            |            | 5          |            |            |            |            |            |            |                 |            |            |            |            | 3           |            | 1          | 6          |            | 1          | 1          |            |            |            |            |            |            |            |            |                    |            |            |            |            |
| Молдова          | 71         | 4          |            |            |            | 2          | 3          |            | 4          |            | 6          |            |            |            | 12         |                 |            |            |            |            | 1           |            | 8          | 4          |            |            | 3          | 2          |            |            | 5          |            | 6          |            |            | 7                  | 3          | 1          |            |            |
| Фінляндія        | 13         | 3          |            |            |            |            |            |            |            |            |            | 1          |            |            |            |                 |            |            | 2          |            |             |            |            |            |            |            |            |            |            |            |            |            |            |            | 3          |                    |            | 4          |            |            |
| Іспанія          | 8          |            |            |            |            |            |            |            |            |            |            |            |            |            |            |                 |            |            |            |            |             |            |            | 2          |            |            |            |            |            |            |            |            |            |            |            |                    |            | 6          |            |            |
| Бельгія          | 71         | 5          |            |            | 3          |            |            | 2          |            |            | 8          |            |            | 12         |            | 3               | 7          | 4          | 5          |            |             |            |            |            | 3          |            | 4          | 3          | 2          |            |            |            | 3          | 2          | 5          |                    |            |            |            |            |
| Естонія          | 19         |            | 3          |            | 6          |            |            |            |            |            |            |            |            |            |            |                 |            |            |            |            |             |            |            |            |            |            |            |            |            |            |            |            |            | 10         |            |                    |            |            |            |            |
| Білорусь         | 48         |            | 1          | 4          |            |            |            |            |            | 2          |            |            | 5          |            |            |                 |            |            |            |            | 7           | 1          | 12         |            |            | 5          |            |            |            |            | 3          |            |            |            |            | 5                  |            | 3          |            |            |
| Мальта           | 120        | 2          |            |            |            | 1          |            | 5          | 7          |            |            | 5          | 6          | 8          | 5          | 7               |            | 8          | 4          | 5          | 8           | 3          | 2          | 10         | 10         | 3          |            |            |            |            |            | 3          |            | 5          | 10         | 3                  |            |            |            |            |
| Росія            | 174        | 6          | 7          | 7          | 2          | 6          | 4          | 12         | 8          |            |            | 2          | 7          | 4          |            | 10              | 5          |            | 7          | 1          |             |            | 4          |            |            | 6          | 10         |            | 10         | 6          | 7          | 5          | 8          | 12         |            | 6                  | 5          | 7          |            |            |
| Німеччина        | 18         |            |            |            |            | 3          |            |            |            |            |            |            |            |            |            |                 |            |            |            |            |             |            |            |            |            |            |            | 6          |            |            |            |            |            |            |            |                    |            | 5          | 3          | 1          |
| Вірменія         | 41         | 7          |            | 1          |            |            |            |            | 2          | 1          | 2          |            |            |            |            |                 |            | 3          |            |            |             |            | 6          |            |            | 10         |            |            |            |            |            |            |            |            | 1          |                    | 8          |            |            |            |
| Нідерланди       | 114        |            | 4          |            | 8          |            | 12         | 7          |            |            | 3          |            |            |            | 2          | 6               | 8          | 5          | 10         | 8          |             |            |            |            | 8          |            | 6          | 8          | 7          | 2          |            |            |            |            |            | 2                  |            |            | 4          | 4          |
| Румунія          | 65         | 1          |            | 10         |            |            |            |            |            |            |            |            |            |            |            | 4               | 4          |            | 7          | 6          | 6           |            |            | 1          | 6          | 10         |            | 4          |            |            | 1          |            |            |            |            |                    |            |            | 5          |            |
| Велика Британія  | 23         |            |            |            |            | 4          |            |            |            | 5          |            |            |            |            | 3          |                 | 1          |            |            |            |             |            |            |            |            |            | 7          |            | 1          |            |            |            |            |            |            |                    |            |            |            | 2          |
| Швеція           | 62         |            |            | 5          | 4          |            | 1          | 1          |            |            |            | 3          |            | 3          |            |                 |            |            | 8          | 4          |             |            |            |            | 12         |            | 5          |            | 6          | 1          |            |            | 1          | 4          |            |                    | 4          |            |            |            |
| Угорщина         | 84         |            | 5          |            | 10         |            |            | 4          |            |            |            | 12         |            | 7          |            |                 | 3          |            |            |            |             | 2          |            | 3          | 2          |            |            |            |            | 4          |            |            | 2          |            | 6          |                    | 6          |            | 8          | 10         |
| Данія            | 281        | 12         | 2          | 6          | 7          | 8          | 10         | 8          | 1          | 6          | 4          | 10         | 4          | 10         | 6          | 12              | 10         | 10         |            | 12         | 5           | 7          | 5          | 12         | 7          | 7          | 12         | 5          | 12         | 10         | 10         | 7          | 12         | 6          |            | 12                 | 2          | 8          | 1          | 3          |
| Ісландія         | 47         |            |            |            | 5          |            |            | 6          |            |            |            | 8          |            |            |            | 2               | 6          | 6          | 1          |            |             |            |            |            | 4          |            |            |            | 4          |            |            |            |            |            |            |                    |            |            |            | 5          |
| Азербайджан      | 234        | 8          | 12         | 8          |            | 7          | 5          |            | 10         | 12         | 12         | 4          |            | 2          | 10         |                 |            | 12         |            | 7          |             | 12         | 10         |            |            | 12         | 2          | 12         | 3          | 7          | 12         | 8          | 5          | 3          | 2          |                    | 12         | 12         | 7          | 6          |
| Греція           | 152        |            |            |            | 1          |            | 2          |            | 6          | 4          | 10         | 6          | 8          | 1          | 7          | 8               |            | 1          | 6          |            | 4           |            |            | 7          | 5          |            |            | 7          |            | 5          | 8          | 12         |            | 1          | 12         | 4                  | 7          | 2          | 10         | 8          |
| Україна          | 214        |            | 10         | 12         |            | 10         | 8          | 10         | 12         | 10         | 1          |            | 12         | 5          | 4          | 5               |            | 7          | 3          | 3          | 12          | 8          |            | 5          | 1          | 8          | 8          | 1          |            | 12         |            | 10         | 10         | 7          |            |                    | 10         | 10         |            |            |
| Італія           | 126        | 10         |            |            |            | 12         | 6          |            |            | 8          |            |            | 1          |            | 1          |                 |            |            |            |            |             | 6          |            |            |            | 2          |            | 10         | 8          | 8          | 6          | 6          | 4          |            | 4          | 10                 |            |            | 12         | 12         |
| Норвегія         | 191        |            | 6          | 2          | 12         | 5          | 7          | 3          | 3          | 3          | 7          | 7          | 3          | 6          | 8          |                 | 12         | 2          | 12         | 10         | 2           | 4          | 3          | 8          |            | 4          |            |            | 5          | 3          | 4          | 4          | 7          | 8          | 7          | 8                  | 1          | 6          | 2          | 7          |
| Грузія           | 50         |            | 8          | 3          |            |            |            |            |            |            | 5          |            | 10         |            |            |                 |            |            |            |            | 10          | 5          | 7          |            |            |            |            |            |            |            | 2          |            |            |            |            |                    |            |            |            |            |
| Ірландія         | 5          |            |            |            |            |            |            |            |            |            |            |            |            |            |            | 1               | 2          |            |            |            |             |            |            |            |            |            |            |            |            | 2          |            |            |            |            |            |                    |            |            |            |            |

## Виконавці, що повернулись
| Країна     | Виконавець                     | Рік участі       |
| ---------- | ------------------------------ | ---------------- |
| Болгарія   | Еліца Тодорова і Стоян Янкулов | Євробачення 2007 |
| Сан-Марино | Валентина Монетта              | Євробачення 2012 |

## Відмова від участі
- Андорра — Під час зустрічі з керівництвом Європейської мовної спілки прем'єр-міністр Андорри Антоні Марті Петіт заявив, що Андорра не повернеться на «Євробачення» 2013 року через скорочення фінансових інвестицій[7].
- Боснія і Герцеговина — 13 грудня 2012 року національна боснійська телерадіокомпанія BHRT ухвалила рішення відмовитися від участі у Пісенному конкурсі Євробачення 2013 через фінансові проблеми. Компанія-мовник сподівається, що Боснія і Герцеговина повернеться на конкурс у 2014 році, якщо фінансова ситуація стабілізується.[8] Проте телерадіокомпанія RTRS, яка є регіональним мовником у Республіці Сербській, що входить до складу Боснії і Герцеговини, має намір делегувати на Євробачення свого представника. Остаточне рішення буде ухвалене після консультацій з Європейською мовною спілкою.[9] 17 грудня телерадіокомпанія BHRT ще раз офіційно підтвердила відмову від участі у конкурсі.[10]
- Ліхтенштейн — За словами голови місцевої телекомпанії «1FLTV» Петера Кьолбеля, через відмову керівництва країни надати необхідні субсидії, у країни немає шансів для участі на Євробаченні у найближчі роки.[11]. Пізніше, 17 вересня 2012 року, було остаточно вирішено відмовитись від дебютування на конкурсі у місті Мальме.[12]
- Люксембург — 13 вересня 2012 року, місцевий телеканал «RTL Télé Lëtzebuerg» офіційно оголосив, що Люксембург не повернеться на конкурс у 2013 році. Причиною стала нестача трудових ресурсів та скорочення бюджету країни.[13]
- Марокко — 20 вересня 2012 року місцева телерадіокомпанія «SNRT» офіційно відмовилась від повернення на конкурс. Причину відмови оголошено не було.[14]
- Монако — 24 вересня 2012 року місцевий телеканал «Télé Monte Carlo» офіційно заявив про відмову Монако взяти участь у 2013 році. Причина не оголошена.[15]
- Польща — 22 листопада 2012 року польський національний мовник TVP повідомив, що Польща вдруге поспіль не братиме участь у конкурсі.[16]
- Португалія — 22 листопада 2012 року португальський національний мовник RTP повідомив, що Португалія не братиме участь у конкурсі в 2013 році. Однак в 2014 країна братиме участь.[17]
- Словаччина — 4 грудня 2012 року словацький національний мовник STV повідомив, що Словаччина не візьме участь у конкурсі Євробачення 2013.[18]
- Туреччина — 14 грудня 2012 року турецький національний мовник TRT оголосив, що Туреччина не братиме участь у Євробаченні 2013.[19]
- Чехія — Представники чеської телерадіокомпанії відмовились від участі у зв'язку з відсутністю цікавості до конкурсу. Не виключена, щоправда, можливість повернення у 2014 році.[20]

## Місце проведення
Із трьох міст-претендентів було обрано місто Мальме
| Місто     | Місце                     | Місткість                     |
| --------- | ------------------------- | ----------------------------- |
| Стокгольм | Friends Arena             | 67,500                        |
| Мальме    | Мальме Арена              | 15,500                        |
| Гетеборг  | Скандинавіум              | 14,000                        |
| Гетеборг  | Шведський виставковий зал | Немає постійних сидячих місць |

## Організація конкурсу

### Відповідальні за організацію конкурсу
Виконавчим продюсером майбутнього конкурсу був призначений Мартін Естердаль. 21 червня 2012 STV також повідомила про включення до «конкурсної команди» Крістель Тольза Віллерса (керівник зі зв'язків з громадськістю), Крістера Бьоркмана (шоу-продюсер; за сумісництвом також голова журі Melodifestivalen і учасник Євробачення 1992) і Йохана Бернхагена (відповідальний за трансляцію).

### Ведучі
17 жовтня 2012 Мартін Естердаль в інтерв'ю шведській газеті «Dagens Nyheter» повідомив, що SVT планує на конкурсі 2013 мати тільки одного ведучого, на відміну від попередніх років проведення, коли ведучих було троє. Останній раз одним ведучим конкурс проводився в 1995 році.

### Графічний дизайн
17 січня 2013 був представлений офіційний графічний дизайн конкурсу, під гаслом «Ми єдині» (англ. We Are One), створений брендинговим агентством «Happy F & B».

### Спонсори
Офіційними спонсорами трансляції є телекомунікаційна компанія стільникового зв'язку Telia Sonera і німецька косметична компанія Schwarzkopf.

### Продаж квитків
11 липня 2012 шоу-продюсер конкурсу Крістер Бьоркман порадив фанатам Євробачення утриматися від купівлі квитків, що знаходилися деякий час в обігу. Він заявив, що планування арени ще не завершена, а продаж офіційних квитків ще не почалася.
Заява була зроблена після того, як шведський вебсайт «Biljett Nu» почав продавати квитки на конкурс. Ціна на такий квиток становила 5 000-7 000 шведських крон. Пізніше ці квитки вилучили з продажу.
21 листопада 2012 телеканал «SVT» офіційно оголосив про початок старту продажу квитків.